# Mimallonidae
Mimallonidae (лат.) — семейство бабочек из подотряда хоботковых, единственное в надсемействе Mimallonoidea. Состоит примерно из 300 видов.

## Описание
Среднего размера бабочие с размахом крыльев 3—4 см.
Кормовые растения представлены 40 семействами.

## Систематика
Около 300 видов.
Семейство Mimallonidae из-за своеобразной морфологии и поведения включали в разные надсемейства: Uranioidea (Forbes, 1923), Tineoidea (Handlirsch, 1925; Börner, 1939), Bombycoidea (Bourgogne, 1951; Becker, 1996) и Pyraloidea (Scott, 1986).
В 2018 году в семейство включали 36 родов, распределённых в 6 подсемействах Zaphantinae St Laurent & Kawahara 2018, Aurorianinae St Laurent & Kawahara 2018, Mimalloninae Burmeister 1878, Lacosominae Dyar, Druenticinae St Laurent & Kawahara 2018 и Cicinninae Schaus 1912.. В 2019 году описаны три новых рода: Fatellalla, Citralla и Lepismalla.
- Aceclostria
- Adalgisa
- Aleyda
- Alheita
- Arcinnus
- Arianula
- Auroriana
- Bedosia
- Biterolfa
- Cicinnus
- Cunicumara
- Druentica
- Eadmuna
- Euphaneta
- Gonogramma
- Isoscella
- Lacosoma
- Lurama
- Macessoga
- Menevia
- Micrallo
- Mimallo
- Naniteta
- Pamea
- Perophora
- Procinnus
- Psychocampa
- Ptochopsyche
- Reinmara
- Roelmana
- Roelofa
- Tarema
- Thaelia
- Tolypida
- Tostallo
- Trogoptera
- Ulmara
- Vanenga
- Zaphanta